# Religijska filozofija

Religijska filozofija je filozofsko mišljenje kao posljedica učenja iz određene religije. To se može učiniti objektivno, ali može biti učinjeno i kao sredstvo uvjeravanja vjernika u toj vjeri. Religijska filozofija pretežno se bavi koncepcijama Boga i božanskoga.
Zbog povijesnog razvoja religija, mnoge religije imaju zajednička učenja s obzirom na svoje filozofije. Ove filozofije često se smatraju univerzalnima i uključuju vjerovanja koja se odnose na koncepte kao što su: život poslije smrti, duše i čuda. Svaka religija također ima jedinstvene filozofije koje je razlikuju od drugih religija, a te se filozofije vode kroz koncepte i vrijednosti iza učenja koje se odnosi na taj sustav vjerovanja.
Vjerska tradicija utječe na filozofsko razmišljanje i uvjerenja sljedbenika te religije. U vjerskim učenjima postoje i filozofski koncepti i zaključivanja koji su osmišljeni neovisno jedno od drugog, međutim, još uvijek su slični i odražavaju analogne ideje. Na primjer, argument i obrazloženje postojanja sveznajućeg Boga mogu se naći u nekoliko religija, uključujući kršćanstvo, islam i hinduizam. Drugi primjer uključuje filozofski koncept slobodne volje; prisutnog u monoteističkim religijama kao i u politeističkim religijama.